# Rudolf Schuster
Rudolf Schuster, slovaški politik, * 4. januar 1934.
Med letoma 1999 in 2004 je bil predsednik Slovaške.

## Odlikovanja in nagrade
Leta 2003 je prejel zlati častni znak svobode Republike Slovenije z naslednjo utemeljitvijo: »za zasluge pri utrjevanju prijateljskih meddržavnih odnosov med Republiko Slovenijo in Slovaško republiko«.